# 流山児祥
流山児 祥（りゅうざんじ しょう、本名︰藤岡 祥二、1947年11月2日 - ）は、日本の俳優、声優、演出家、プロデューサー。流山児★事務所主宰・芸術監督。一般社団法人日本演出者協会理事長。地域交流部長。全国各地でワークショップを開催。九州・四国・東北の演劇人との交流を積極的に進めている。熊本県荒尾市出身。山口美也子は元妻。

## 経歴・人物
三池炭鉱のある町に炭鉱夫の次男として生まれる。姉と兄がいる。1960年三池闘争の現場を体験する。1962年、父の転職で熊本県荒尾市から上京、千葉県流山市に移り住む。3、4歳の頃、姉が出演していた地歌舞伎『勧進帳』を観て、「面白いな」と思ったのがきっかけで役者を目指した。小学校時代に初めて芝居をしていた。中学・高校時代は映画研究会に所属し映画監督を目指す映画少年であった。中学時代では演劇部、学生時代は新聞部にも所属していた。高校3年の時、「芝居やろう」と思い立ち、「演劇部」に入部、新劇青年を志す。千葉県立東葛飾高等学校卒業、青山学院大学経済学部に進学。在学中は演劇研究部に所属、テネシー・ウィリアムズ、アーサー・ミラー、ジャン・ジロドゥ、安部公房、フェルナンド・アラバール、別役実などの作品に出演。1968年青山学院大学学園紛争で全共闘に参加、副議長を務めた。1969年中退。
唐十郎主宰の劇団状況劇場（1968年）、鈴木忠志主宰の劇団早稲田小劇場（1969年）に研究生として所属後、状況劇場、早稲田小劇場、青山学院大学劇研のメンバーらと1970年に劇団「演劇団」を設立。劇作家・演出家・俳優・主宰。創立メンバーは平均年齢20歳の若い演劇集団であった。旗揚げ作品は『花びら雫』(作・演出)。1970年12月、寺山修司から渋谷の喫茶店に呼び出される。「君は演劇で革命が出来ると思うのか？」という問いに「出来ると思います」と答えたという。これ以降、寺山修司との交流が始まる。演劇団は『夢の肉弾三勇士・4連作』『地獄の季節・3部作』『天使の爆走』『反逆のメロディ』『修羅と薔薇』など約40作品の「音楽劇」を上演。及川恒平の大ヒット曲「面影橋から」は劇中歌。自由劇場、浅草木馬館、曼荼羅テントなどを常打ち小屋にし、山谷・横浜寿町・京大西部講堂など全国で上演。名古屋七ツ寺共同スタジオ杮落し公演は1972年『夢の肉弾三勇士・流浪篇』。名古屋演劇人との交流はここから始まる。『寿歌』初演：1979年浅草木馬館公演をサポート。
1979年「夢の遊眠社」の野田秀樹と駒場小劇場で出会い、新作を依頼『ぷらねたりよむ・あむーる』を上演。同時期、劇作家・山崎哲が劇団・つんぼさじきを解散、劇作家として参加、共同作業をおこなう。『犬の町』『勝手にしやがれ』『カルメンII』（演劇団解散公演）を演出。1980年演劇団解散。解散の乾杯の音頭は寺山修司。山崎哲らは1980年転位21を結成。演劇団は「第3次」まで劇団活動を続けた。1990年解散。
1980年アメリカ遊学。ニューヨークで寺山修司と演劇実験室・天井桟敷公演『奴婢訓』観劇。寺山修司に新作を依頼。1983年『新・邪宗門』執筆中に寺山修司入院。岸田理生・高取英と加筆、5月本多劇場で上演。寺山修司の遺作となる。高取英は1980年『月蝕歌劇団』で劇作家デビュー、1986年劇団月蝕歌劇団を旗揚げ。
1984年8月《小劇場運動の新たなる結合と展開》を目指してプロデュース劇団＝「流山児★事務所」設立。旗揚げ公演は寺山修司：作『さらば映画よ』（渋谷ジァンジァン）。『ラストアジア』、『ザ・寺山』（岸田國士戯曲賞受賞）、『血は立ったまま眠っている』（渋谷ジァンジァン閉場公演）、『ピカレスク南北』、『夢謡話浮世根問』（北村想との2人芝居）、『アトミック☆ストーム』などを上演している。
1992年に文化庁芸術家在外研修員として野田秀樹と共に英国ロンドンに3ヶ月留学、留学推薦人は千田是也。
1997年に早稲田に稽古場兼拠点劇場＝Space早稲田を開設。中高年劇団＝楽塾（らくじゅく）結成。2006年には平均年齢80歳の高齢演劇人劇団＝パラダイス一座を結成するなど、シニア演劇運動の先導者・実践家として注目を集める。
流山児★事務所は1984年創立以来30年、鶴屋南北、河竹黙阿弥の歌舞伎から寺山修司・唐十郎・佐藤信らのアングラ演劇、北村想・岸田理生・山元清多・鄭義信・ケラリーノ・サンドロヴィッチ・ラサール石井・鈴江俊郎・鐘下辰男・坂手洋二・佃典彦・天野天街・千葉哲也・中屋敷法仁・中津留章仁・鹿目由紀・西沢栄治・平塚直隆・村井雄・戌井昭人・日澤雄介といった最前線の劇作家・新鋭演出家との共同作業、カナダ・オーストラリアの新作戯曲、楽塾に代表される中高年演劇からブロードウエイ・ミュージカルまで上演している。
1999年から「毎年」海外公演を行い海外の演劇賞も多数受賞している。カナダ・韓国・中国・台湾・ロシア・ベラルーシ・イラン・エジプト・インドネシア・イギリス・アメリカなど、世界中を旅している。
2009年『ユーリンタウン』『ハイ・ライフ』『田園に死す』で第44回紀伊國屋演劇賞団体賞受賞。2012年『花札伝綺』でエジンバラフリンジに初参加、5っ星を獲得、ニューヨーク国際演劇祭でデザイン賞、ビクトリア演劇祭ではフリンジ優秀賞、批評家大賞、ラジオ局ベスト1の3冠。2011年から豊島区と組んでテラヤマプロジェクトを3年間にわたって開催している。『地球☆空洞説』『無頼漢』を豊島公会堂と中池袋公園で上演。TBSテレビ「寺山演劇の復活」の特集番組放送。2014年にはファイナル企画として『青ひげ公の城』、2015年3月『義賊☆鼠小僧次郎吉』にはソウル芸術空間SMで日韓修好50周年記念公演、台湾国際芸術祭招待公演として台北国立劇場で上演。2014年秋から流山児★事務所創立30周年記念公演として『どんぶりの底』『チャンバラ』『寺山歌劇☆くるみ割り人形』『新。殺人狂時代』『マクベス』5作品を連続上演中。
プロデュース作品は300本、演出作品は既に、前人未到の250本を超えている。代表作『狂人教育』、最新作『義賊☆鼠小僧次郎吉』に代表されるエネルギッシュな演出美学とその社会性を備えた作品は「世界演劇の地平」と国際的に高く評価されている。中国・北京では日本演劇「初」1ヶ月3作品上演。「亜細亜の戯劇大師」と呼ばれる。

## 出演作品

### テレビドラマ
- 新宿みだれ髪（1986年、フジテレビ）
- 特別企画 さんまの「おれは裸だ」（1988年、日本テレビ）
- Vの悲劇（1990年、フジテレビ）

### 映画
- 不倫（1986年、ENAプロ） - 中島文春
- SO WHAT（1988年、CCJ） - 農校教師
- さわこの恋 上手な嘘の恋愛講座（1990年、学研クリエイティブ、鎌倉スパーステーション） - 写真屋
- おこげ（1992年、イントグループ映画製作委員会）
- ミンボーの女（1992年、ITAMI FILMS INC.） - ロビーのヤクザ
- きらい・じゃないよ2（1992年、インデックス・ガン・オフィス）
- 冒険してもいい頃（1992年、ココナッツボーイ・プロジェクト）
- 銀玉マサやん 琉球パチンコ決戦（1993年、ポニーキャニオン）
- 水の女（2002年、日活） - 製材所の男
- 幽閉者 テロリスト（2006年、スローラーナー） - 保安隊長
- シュトルム・ウント・ドランクッ（2013年、シュトルム・ウント・ドランクッ製作委員会） - 福田雅太郎
- 断食芸人（2015年、断食芸人製作委員会） - 呼び込み屋

### テレビアニメ
- るろうに剣心 -明治剣客浪漫譚-（1996年-1998年、フジテレビ） - 魚沼宇水
- こちら葛飾区亀有公園前派出所（フジテレビ）
  - 第107話「大ハード2! 史上最低の決戦」（1998年10月4日） - フンドシの錠
  - 第118話「浅草物語」（1998年12月27日） - 村瀬賢治
- ビーストウォーズネオ 超生命体トランスフォーマー（1999年、テレビ東京） - マグマトロン[8]
- 宇宙兄弟（2012年-2014年、日本テレビ） - 星加正

### アニメ映画
- 宇宙兄弟#0（2014年） - 星加正

### OVA
- るろうに剣心 -明治剣客浪漫譚- 新京都編（2012年） - 魚沼宇水

### ゲーム
- るろうに剣心 -明治剣客浪漫譚- 炎上!京都輪廻（2006年） - 魚沼宇水
- るろうに剣心 -明治剣客浪漫譚- 完醒（2012年） - 魚沼宇水[9]

## 代表的演出作品
- 血風ロック - 映画監督デビュー作、企画・原作も担当、横浜映画祭自主製作映画賞受賞
- 狂人教育 - カナダ・ビクトリア国際演劇祭グランプリ受賞、ピーター・ブルック、林兆華と共に北京小劇場演劇祭正式招待。
- 青ひげ公の城 - 第5回東京芸術劇場ミュージカル月間優秀賞、第10回読売演劇大賞優秀女優賞受賞、小田島雄志賞受賞
- ハイ・ライフ - 愛知県芸術劇場演劇フェスティバルグランプリ。ビクトリア・ソルトスプリング・マカオ・台北ツアー。
- 盟三五大切 - イラン・ファジル国際演劇祭正式招待作品。
- ユーリンタウン - 第44回紀伊国屋演劇賞団体賞受賞。第37回伊藤喜朔賞受賞。2009・2011ミュージカル誌ベストテン選出。
- オールドバンチ・シーリーズ - 倉林誠一郎記念賞受賞
- 楽塾歌舞伎☆十二夜 - カナダビクトリアフリンジ演劇祭2013優秀賞(ベストアンサンブル賞)
- 義賊☆鼠小僧次郎吉－日韓修好50周年記念公演・第7回台湾国際芸術祭正式招待作品

## 主な著作
- 『夢の肉弾三勇士〜流山児祥第1戯曲集』（綾重書房、1973年）
- 『浅草カルメン〜流山児祥第2戯曲集』（阿礼社、1976年）
- 『流山児が征く〜演劇編』（而立書房、1983年）
- 『流山児が征く〜プロレス編』（而立書房、1983年）
- 『流山児が征く〜歌謡曲編』（而立書房、1983年）
- 『演出家の仕事〜60年代・アングラ・演劇革命』（日本演出者協会：編共著。れんが書房新社、2006年）
- 『演出家の仕事〜80年代・小劇場演劇の展開』（日本演出者協会：編共著。れんが書房新社、2009年）